# AD Esposende
Die Associação Desportiva Esposende ist ein portugiesischer Fußballverein aus dem im Norden des Landes gelegenen Esposende.

## Geschichte
Die AD Esposende gründete sich 1978, nachdem der 1921 gegründete und zuletzt in der drittklassigen Terceira Divisão antretende Vorgängerverein Sport Club Esposende insolvent gegangen war. Der neue Klub etablierte sich ebenso schnell wieder in der Terceira Divisão bzw. die nach einer Ligareform 1990 zur dritten Liga zurückgestuften Segunda Divisão. Ende der 1990er Jahre erlebte der Klub eine Hochphase, als er zwischen 1998 und 2000 zwei Jahre zweitklassig spielte. Zudem erreichte die Mannschaft im Pokalwettbewerb 1998/99 das Semifinale, in dem sie am SC Campomaiorense scheiterte.
Nach dem Abstieg aus der zweiten Liga 2000 rutschte der Klub binnen weniger Jahre in den regionalen Ligabereich ab. Zeitweise spielte die Mannschaft rund um das Jahr 2010 nochmals viertklassig, stieg aber 2013 erneut ab.